# Allium baeticum
Allium baeticum är en amaryllisväxtart som beskrevs av Pierre Edmond Boissier. Allium baeticum ingår i släktet lökar, och familjen amaryllisväxter. Inga underarter finns listade i Catalogue of Life.